# Булни
Булни (фр. Baulny) насеље је и општина у североисточној Француској у региону Лорена, у департману Меза која припада префектури Верден.
По подацима из 2011. године у општини је живело 16 становника, а густина насељености је износила 4,09 становника/km². Општина се простире на површини од 3,91 km². Налази се на средњој надморској висини од 206 метара (максималној 221 m, а минималној 140 m).

## Демографија
| 1962. | 1968. | 1975. | 1982. | 1990. | 1999. | 2011. |
| ----- | ----- | ----- | ----- | ----- | ----- | ----- |
| 30    | 30    | 30    | 27    | 29    | 22    | 16    |

График промене броја становника у току последњих година